# Автошлях E851
Європейський шлях Е 851 є частиною міжнародної мережі доріг електронної пошти. Він починається в Петроваці, Чорногорія, проходить через північну Албанію і закінчується в Приштині, Косово[a].

## Маршрут
- Чорногорія
  - M-1 Петровац на Мору (Початок паралельності з  E-65 E-80) - Сутоморе (Кінець одночасно з  E-65 E-80) - Сукобін
- Албанія
  - A1 Лежа
- Косово
  - R7 Призрен
  - E-65 E-80 Приштина